# QV47
QV 47 est un des tombeaux situé dans la vallée des Reines, dans la nécropole thébaine, sur la rive ouest du Nil face à Louxor en Égypte.

## Description
QV 47 est la tombe de la princesse Ahmosé, fille de Seqenenrê Tâa et Satdjéhouty.

## Découverte

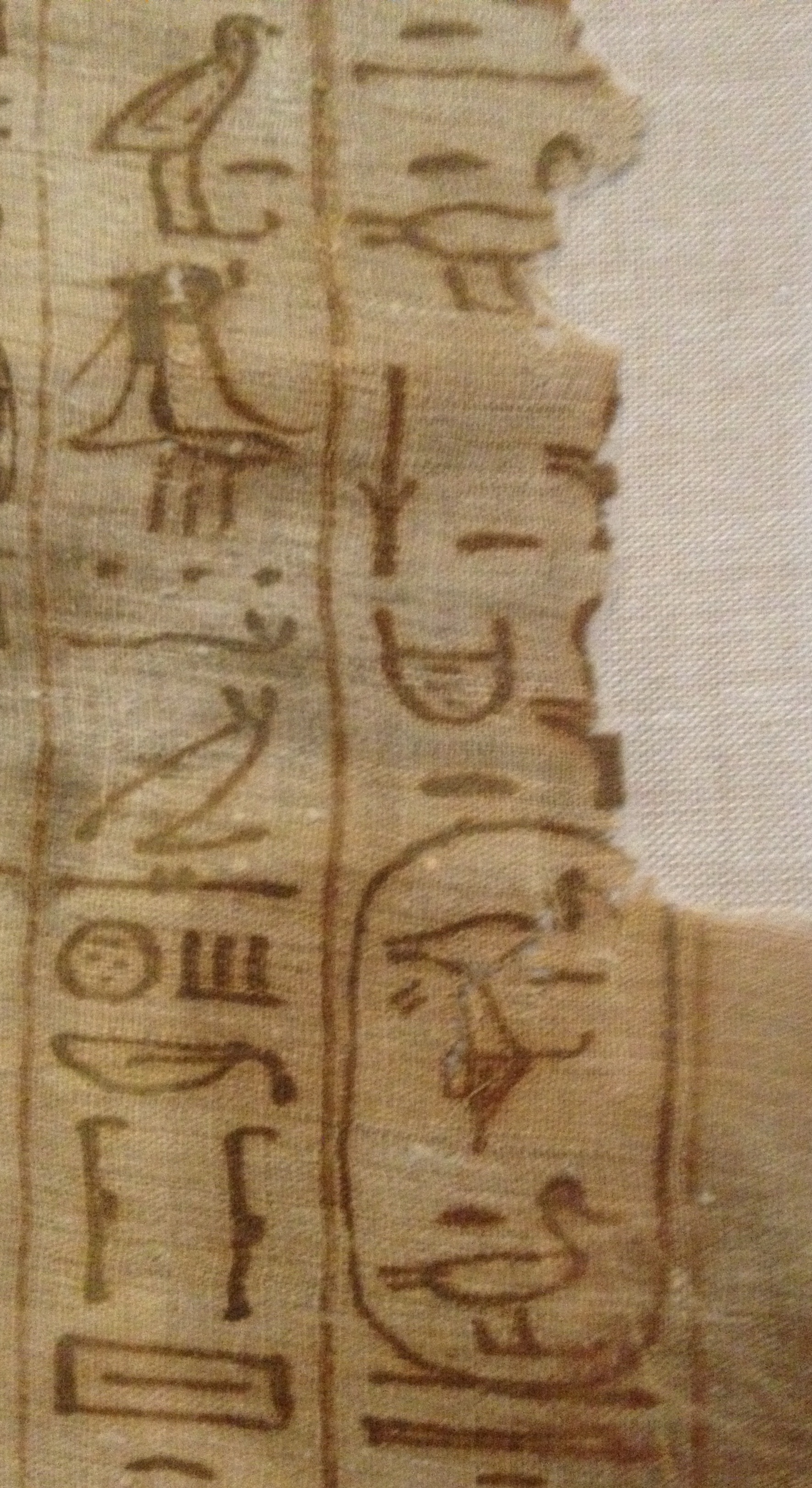
Fragment du linceul de la princesse Ahmosé : titres et nom de sa mère Satdjéhouty(Musée égyptologique de Turin).

La momie de la princesse Ahmosé fut découverte en 1903-1905 par Ernesto Schiaparelli.
Sur le linceul qui la recouvrait, la princesse est présentée ainsi : « la fille du roi, sœur du roi, engendrée par le dieu bon, Seqenenrê, fils de Rê, Tâa, et mise au monde par la fille du roi, sœur du roi, épouse du roi, Satdjéhouty ».